# نونو مينديش (لاعب كرة قدم مواليد 2002)
نونو مينديش هو لاعب كرة قدم برتغالي يلعب في مركز الظهير الأيسر لصالح نادي باريس سان جيرمان في الدوري الفرنسي ومنتخب البرتغال.

## روابط خارجية
- نونو مينديز (لاعب كرة قدم،مواليد 2002) على موقع الاتحاد الدولي (مؤرشف)  (الإنجليزية)
- نونو مينديز (لاعب كرة قدم،مواليد 2002) على موقع الاتحاد الأوربي (الإنجليزية)
- نونو مينديز (لاعب كرة قدم،مواليد 2002) على موقع إي إس بي إن إف سي (الإنجليزية)
- نونو مينديز (لاعب كرة قدم،مواليد 2002) على موقع قاعدة بيانات كرة القدم.إي يو (الإنجليزية)
- نونو مينديز (لاعب كرة قدم،مواليد 2002) على موقع ليكيب (الفرنسية)
- نونو مينديز (لاعب كرة قدم،مواليد 2002) على موقع ناشيونال فوتبول تيمز (الإنجليزية)
- نونو مينديز (لاعب كرة قدم،مواليد 2002) على موقع Soccerbase.com (لاعب) (الإنجليزية)
- نونو مينديز (لاعب كرة قدم،مواليد 2002) على موقع Soccerway.com (الإنجليزية)
- نونو مينديز (لاعب كرة قدم،مواليد 2002) على موقع عالم كرة القدم.نت (الإنجليزية)
- نونو مينديز (لاعب كرة قدم،مواليد 2002) على موقع كووورة